# بيل روذرفورد
بيل روذرفورد (بالإنجليزية: Bill Rutherford)‏ (23 يناير 1930 في المملكة المتحدة - 1980) هو لاعب كرة قدم بريطاني في مركز نصف الجناح. لعب مع نادي ساوثبورت ونادي ستيرلينغ ألبيون ونوزلي يونايتد ‏ ونادي آير يونايتد ودارلينجتون إف سى.